# Li Yanyan
Li Yanyan (chiń. 李岩岩; ur. 18 czerwca 1981) – chiński zapaśnik w stylu klasycznym. Olimpijczyk z Pekinu 2008, gdzie zajął dziesiąte miejsce w kategorii 66 kg.
Trzykrotny uczestnik mistrzostw świata, złoto w 2006. Zdobył brązowy medal na mistrzostwach Azji w 2005.